# オテル
オテル（フランス語: hôtel）、また、定冠詞がついた形「ロテル (l'hôtel)」は、フランス語圏の都市部において、大規模な歴史的建築物を指して用いられる表現。英語などにおける「ホテル (hotel)」に相当するフランス語の用語であるが、その意味する対象は広く、宿泊施設としてのホテルのほか、大規模な公的施設の建物、都市部における貴族などの豪邸などを意味することがある。

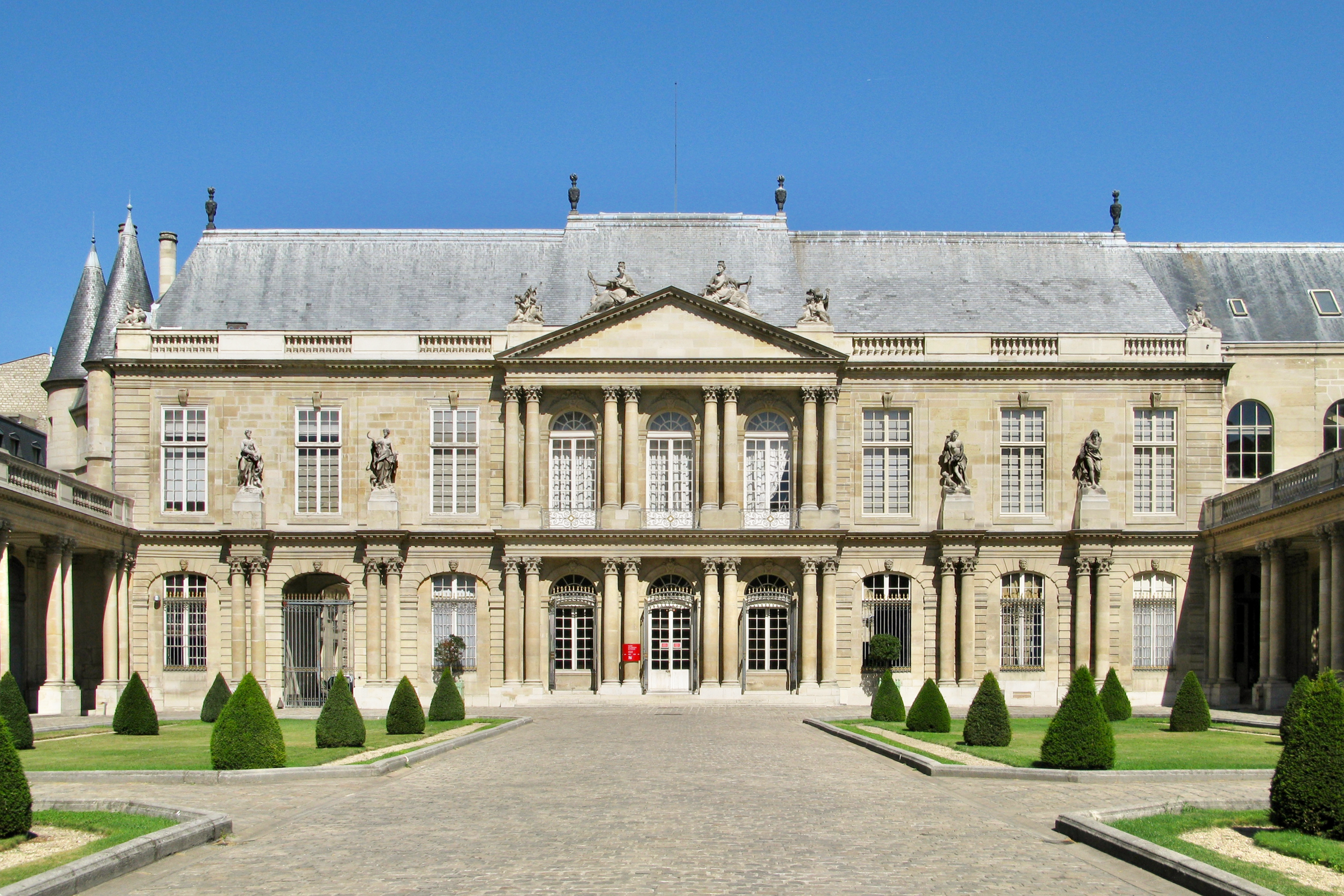
フランス国立中央文書館として利用されているオテル・ド・スービーズ (Hôtel de Soubise)、2009年撮影。元々は貴族の邸宅であった。

典型的なオテルは、コール・ド・ロジと称される中庭のある母屋の左右に、厨房や厩などを組み入れた翼廊などを設けて「コ」の字型に建物を配置し、残る一辺を街路に向けて、門を設けていた。

## フランス語における語義の変化
オテルという言葉には、当初から多くの意味があった。イングランド王国の博物学者マーチン・リスターは1698年に「パリには多くのホテル、つまり部屋を貸す、誰もが泊まれる宿屋がある。... この名称は、貴族や紳士たちの邸宅にも用いられる」と記していた。つまり、オテルという用語は、1698年には既に二重の意味で用いられていたことが説明されているのである。そこに、市街地の中にある重要な位置づけがなされている建物、すなわちオテル・ド・ヴィル（市庁舎）やオテル＝デュー（病院）といった第三の語義が追加された。ここでは、二重に語源を見いだすことができる。すなわち、オテル (hôtel) ないしオステル (ostel) は、まず第一に歓迎の場所である (hôte, hôtellerie, hospitalité)。次に、「王のオテル (l'hôtel du roi)」(ラテン語: hospitium regis)、すなわち君主の家庭生活の領域に用いられる建物を意味した。

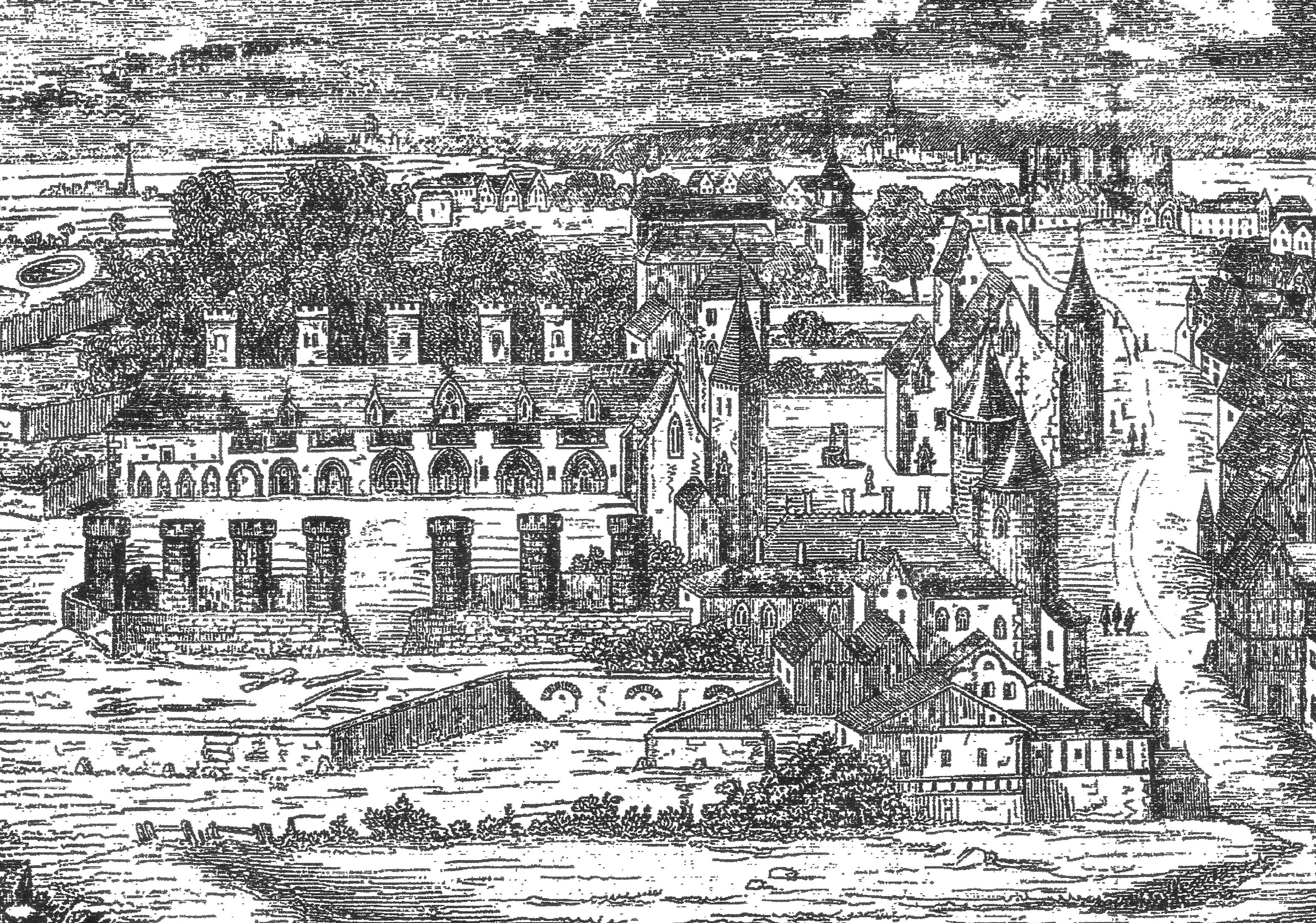
16世紀半ばのオテル・デ・トゥルネルを描いた図。

中世には、オテルという表現は、王宮との対比において、また、ブルジョワジーの邸宅との対比において、王侯貴族の立派な邸宅を指すようになっていった。しかし、この用法は、稀であり、やがてオテル・ド・ネスル (Hôtel de Nesle) やオテル・デ・トゥルネル (Hôtel des Tournelles) のように、大貴族の邸宅についてだけ用いられるようになった。17世紀になると金融業者やブルジョワジーが所有するオテルが現れるようになった。アンシャン・レジームの末期には、「公開されていないオテル」を意味するオテル・パルティキュリエという表現が登場したが、これはオテルの意味を明確に区別することが必要になってきたためであった。

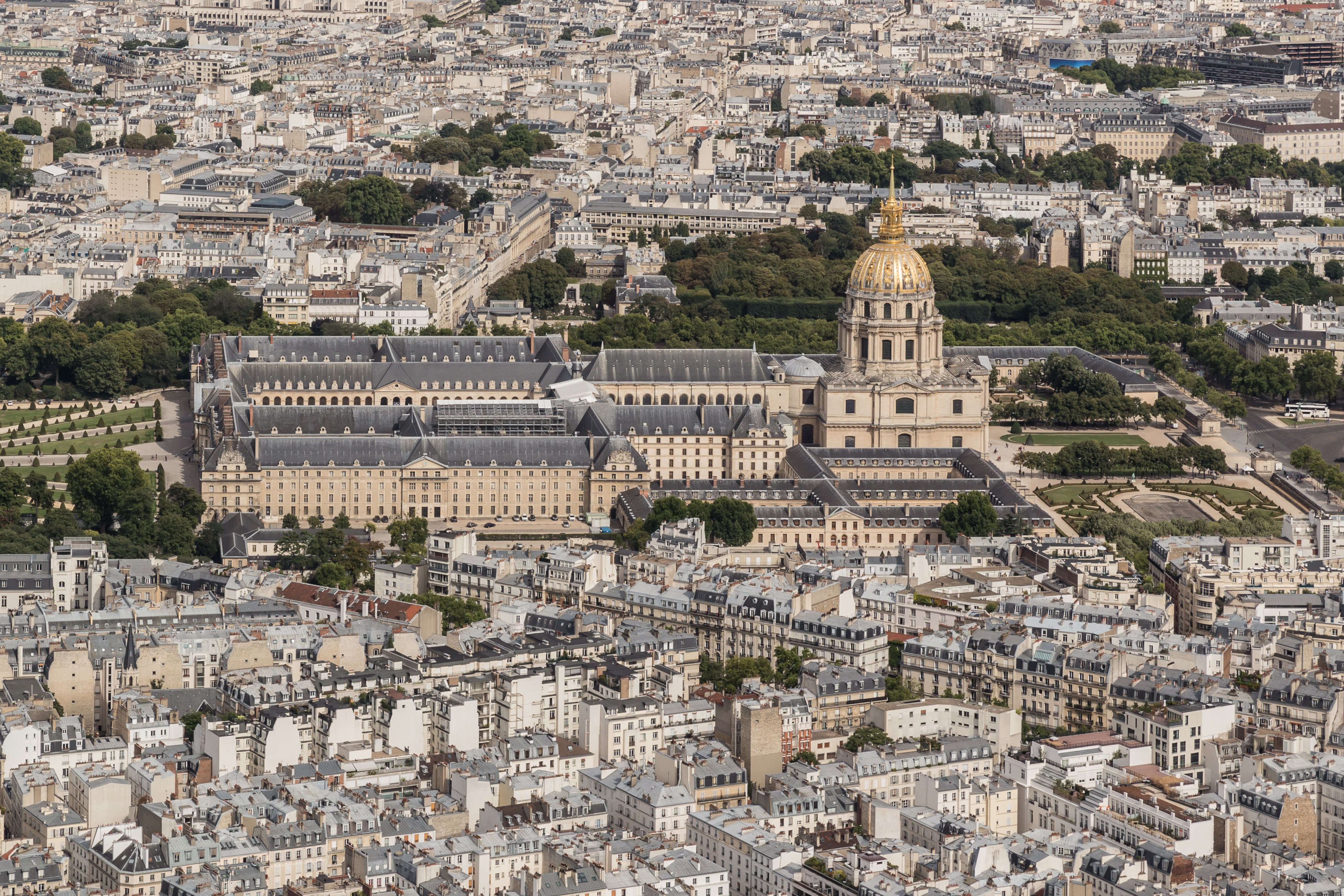
パリのオテル・デ・ザンヴァリッド（廃兵院）、2015年撮影。

## 「オテル」を名称に含む施設の例

### 宿泊施設としての「ホテル」
- オテル・リッツ・パリ
- オテル・デ・ミル・コリン - ルワンダのホテル

### 公共の大建築
- オテル・ド・ヴィル - Hôtel de ville - 市庁舎
  - パリ市庁舎 - Hôtel de Ville de Paris
- オテル・デ・ザンヴァリッド - 廃兵院